# Siergiej Maniakin
Siergiej Iosifowicz Maniakin (ros. Серге́й Ио́сифович Маня́кин, ur. 7 listopada 1923 we wsi Rodnikowskoje w Kraju Stawropolskim, zm. 4 stycznia 2010 w Moskwie) – radziecki i rosyjski polityk, członek KC KPZR (1961–1990), deputowany Dumy Państwowej Federacji Rosyjskiej 2. kadencji (1995–1999), Bohater Pracy Socjalistycznej (1983).
Pracował w kołchozie, w 1941 kursant szkoły artyleryjskiej w Krasnodarze, w latach 1941–1942 czerwonoarmista 12 Samodzielnej Brygady Artyleryjskiej Frontu Krymskiego. W latach 1943–1944 dyrektor szkoły wiejskiej w Kraju Stawropolskim, 1944-1948 studiował w Budionnowskim Instytucie Rolniczym, później pracował jako agronom. W latach 1957–1960 kierownik wydziału rolnego Krajowego Komitetu KPZR w Stawropolu, 1961 inspektor KC KPZR, od 16 sierpnia 1961 do 6 marca 1987 I sekretarz Komitetu Obwodowego KPZR w Omsku. Od 31 października 1961 do 2 lipca 1990 członek KC KPZR. W latach 1962–1989 deputowany do Rady Najwyższej ZSRR od 6 do 11 kadencji, później ludowy deputowany ZSRR. Od 27 lutego 1987 do 7 czerwca 1989 przewodniczący Komitetu Kontroli Ludowej ZSRR, od czerwca 1989 do sierpnia 1990 zastępca przewodniczącego Komitetu Kontroli Partyjnej KPZR. W latach 1995–1999 deputowany Dumy Państwowej 2 kadencji.
1998 otrzymał honorowe obywatelstwo Omska. W 2012 jego imieniem nazwano ulicę w Omsku. 7 listopada 2013 w tymże mieście odsłonięto jego popiersie.

## Odznaczenia
- Medal Sierp i Młot Bohatera Pracy Socjalistycznej (5 listopada 1983)
- Order Lenina (pięciokrotnie)
- Order Rewolucji Październikowej
- Order Wojny Ojczyźnianej I klasy
- Order Wojny Ojczyźnianej II klasy
- Order Czerwonego Sztandaru Pracy

I medale.